# Intelsat 603

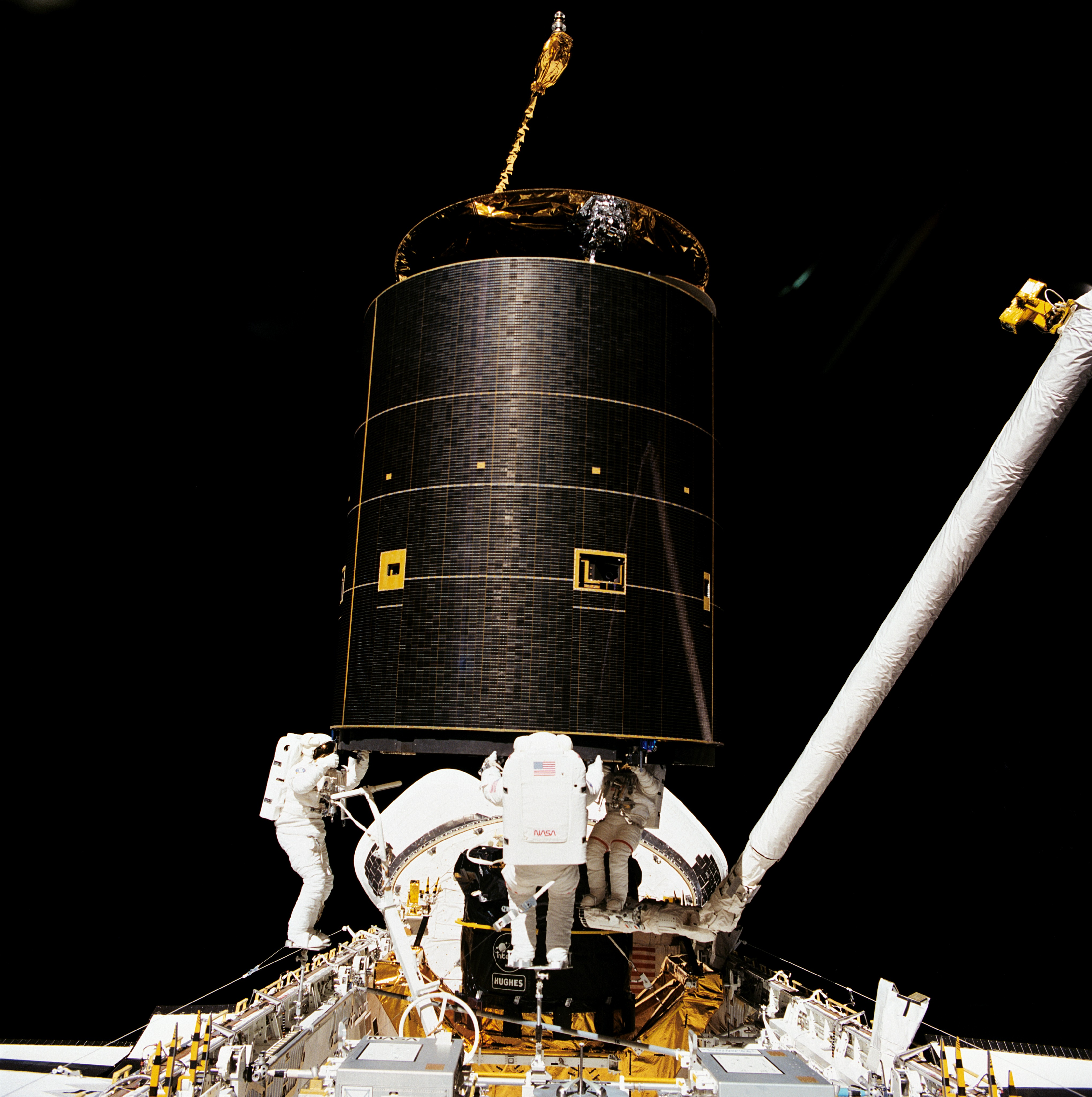
Des astronautes travaillant sur Intelsat 603 pendant la mission STS-49.

Intelsat 603 ou IS-603, précédemment nommé Intelsat VI F-3, est un satellite de télécommunications exploité par Intelsat. Lancé en 1990, il fut le deuxième des cinq satellites de la série Intelsat VI à être mis en orbite. La série Intelsat VI a été construite par Hughes Aircraft sur la base de la plateforme HS-389.

## Lancement
Intelsat 603 a été lancé le 14 mars 1990 à 11:52:31 UTC, à bord d’une fusée Commercial Titan III, vol CT-2, équipée d’un étage supérieur Orbus-21S. Le lancement a eu lieu depuis le complexe de lancement 40 de la Cape Canaveral Air Force Station. L'objectif était de placer Intelsat 603 en orbite de transfert géostationnaire, mais l’étage Orbus-21S ne parvint pas à se séparer du second étage de la Titan. En conséquence, il ne put s’allumer et le satellite fut laissé en orbite terrestre basse.
À la suite de l’échec du lancement, Intelsat fit appel à la NASA pour envoyer un nouveau moteur de périgée afin de rehausser l’orbite du satellite. Lors de son vol inaugural, STS-49, en 1992, la navette spatiale navette spatiale Endeavour effectua un rendez-vous avec Intelsat 603 et le captura. Les astronautes y attachèrent un nouveau moteur Orbus-21S. Ce moteur permit avec succès de placer le satellite sur une orbite de transfert.
Le satellite utilisa ensuite ses deux moteurs R-4D-12 à ergols liquides pour atteindre son orbite géostationnaire finale. Il atteignit cette orbite le 21 mai 1992.

## Opérations
Intelsat 603 opérait sur une orbite géostationnaire avec un périgée de 35 776 km, un apogée de 35 797 km, et une inclinaison orbitale de 0,3 degré. Le satellite était équipé de 38 transpondeurs en bande C (IEEE) et de 10 transpondeurs en bande Ku, pour une masse de 4 215 kg et une durée de vie nominale de 13 ans.
À son arrivée en orbite géostationnaire, Intelsat 603 fut positionné à la longitude de 34,5° Ouest. Il y resta jusqu’en octobre 1997, date à laquelle il fut déplacé à 24,5° Ouest, atteinte en novembre. En août 2002, il fut à nouveau repositionné à 19,95° Ouest, où il resta opérationnel jusqu’en mars 2010. Enfin, à partir de mai 2010, il fut déplacé à 11,5° Est jusqu’à son retrait de l’orbite géostationnaire en janvier 2013.
Intelsat confirma en février 2015 qu’Intelsat 603 avait été placé sur une orbite cimetière.